# 八尋和美
八尋 和美（やひろ かずみ、1931年8月20日 - ）は、日本の指揮者。特にメンデルスゾーンの合唱曲の解釈と指揮で知られ、現代作曲家アルヴォ・ペルトの合唱曲の指揮にも近年は積極的に取り組んでいる。

## 略歴
福岡県出身。福岡県立修猷館高等学校を経て、1956年東京藝術大学音楽学部声楽科卒業。声楽（声域はバス）を矢田部勁吉、リア・フォン・ヘッサート、磯部威に師事。ピアノを小田雪江、指揮法を渡邊暁雄に師事。
大学卒業後、田中信昭ら有志と共に日本初のプロ合唱団、東京混声合唱団を設立。創立メンバーの一人である。以来、東京混声合唱団のコンサートマスターとして同団のトレーニング、編曲、指揮者として活躍。1973年、東京混声合唱団指揮者に就任。1997年、正指揮者に就任。のち退団。
東京藝術大学にて合唱指導者の育成を行う。
かつては大学時代の友人らと男声4名のコーラスアンサンブルを結成し、中尾ミエらのレコーディングにバックコーラスとして参加したこともある。
1982年、文化庁在外研修員として、旧東西両ドイツに留学。ドイツ滞在中、後にライプツィヒの聖トマス教会のカントル（音楽監督、通称トーマスカントル）となるゲオルク・クリストフ・ビラー（在任：1992年 - 2015年 ）の知遇を得る。1990年、ビラーの招聘により、東西統一直前のライプツィヒ、ペータース教会にてバッハのモテット『御霊はわれらの弱きを助けたもう』を指揮。ビラーとは現在まで親交を結ぶ。
現在まで多くのアマチュア、プロ、大学合唱団の指揮、指導に従事。30年以上にわたって指導を続けている合唱団も存在する。
現在、くらしき作陽大学客員教授。